# Ari Lemmke
Ari Lemmke (12 dicembre 1963) è un informatico finlandese.
È colui  che ha dato al kernel Linux il suo nome.
Linus Torvalds preferiva chiamare Freax (una combinazione di free (libero) e freak (mostro) e la lettera X per indicare un sistema Unix-like) il kernel a cui stava lavorando. Ari Lemmke, assistente alla Helsinki University of Technology che gli aveva offerto spazio FTP su ftp.funet.fi per il progetto, preferì assegnargli una directory denominata pub/OS/Linux.
Nell'aprile 1992 propose e fondò il newsgroup comp.os.linux, rimpiazzando alt.os.linux che fu fondato nel gennaio 1992.